# Wasserübergabe Hamm

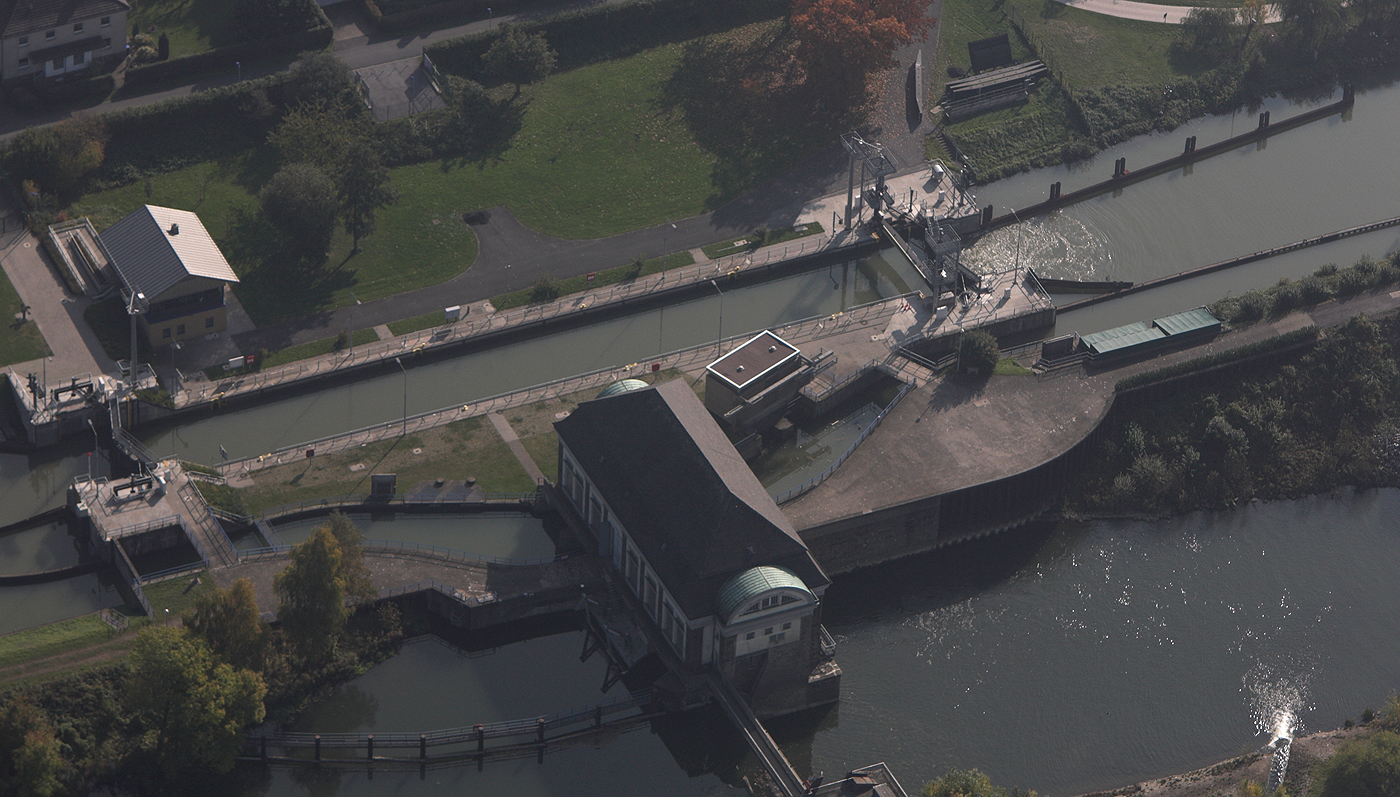
Schleuse Hamm mit Wasserverteilungsstelle und Pumpwerk (unten Lippe, oben der Kanal)

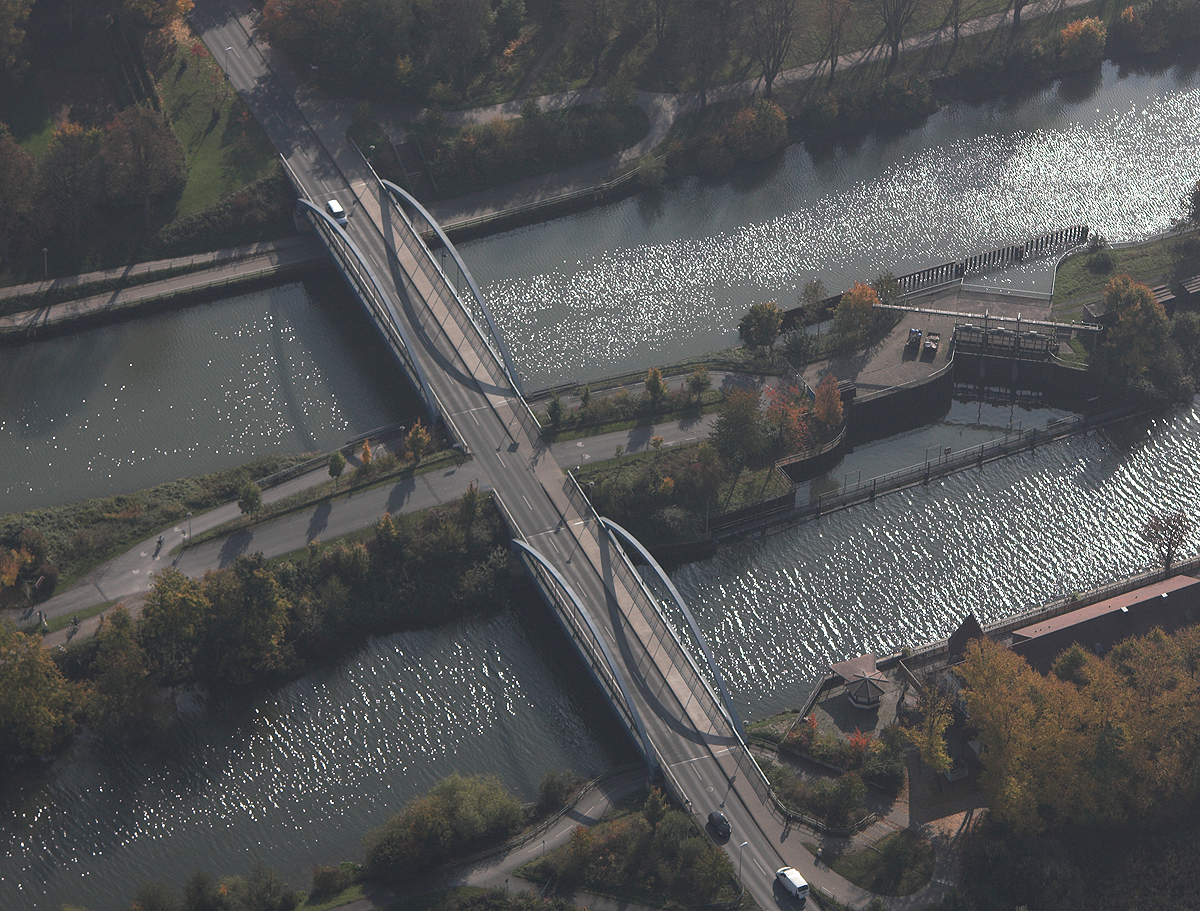
Speisungsbauwerk zwischen Lippe (unten) und Kanal (oben)

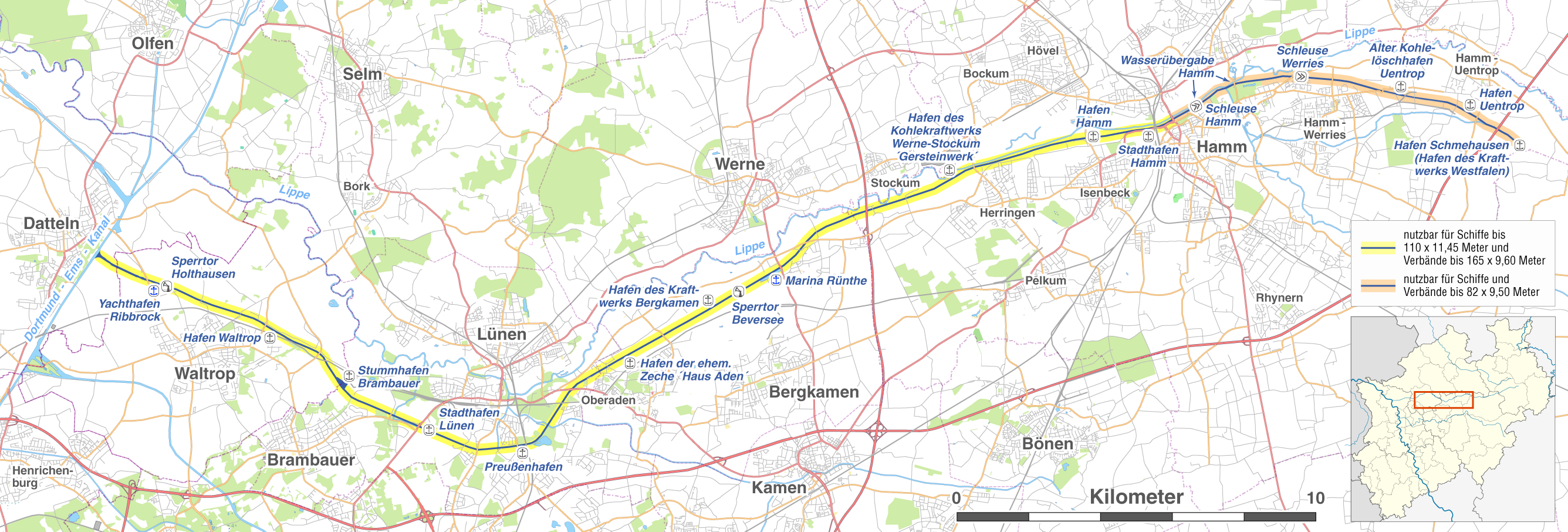
Lage der Bauwerke am Kanal

Die Wasserübergabe in Hamm ist eine wasserbautechnische Anlage an der Schleuse Hamm des Datteln-Hamm-Kanals. Sie dient zur Wasserregulierung des westdeutschen Kanalnetzes und der Lippe.

## Hintergrund
Das westdeutsche Kanalnetz von Wesel-Datteln-, Rhein-Herne-, Dortmund-Ems- und Datteln-Hamm-Kanal wird durch die Scheitelhaltung zwischen den Kanalstufen Datteln, Herne, Münster und Hamm mit Wasser versorgt und auf gleichmäßigem Niveau (±15 cm) in den einzelnen Kanalhaltungen gehalten. Obwohl es sich nicht um fließende Gewässer handelt, werden doch im Jahr circa 550 Millionen Kubikmeter Wasser in Richtung Rhein, Ruhr und Ems transportiert (hauptsächlich durch Schleusungen) oder gehen auf andere Art und Weise (zum Beispiel durch Nutzung als Kühlwasser, Versickerung oder Verdunstung) dem Kanalnetz verloren. Durch Einspeisung aus der Lippe an der Wasserübergabe wird dieser Verlust ausgeglichen.
Umgekehrt kann es in sehr trockenen Jahren passieren, dass die Lippe unter die zum Erhalt des Ökosystems der Lippeauen notwendige Abflussmenge von 10 m³/s fällt. In solchen Fällen wird Kanalwasser in die Lippe übergeleitet. Dieses Wasser wird dann durch Pumpwerke an den Kanalstufen aus der Ruhr und im Extremfall auch aus dem Rhein über die entsprechenden Kanalstrecken bis zur Wasserübergabe zurückgepumpt. Im Durchschnitt sind dies im Jahr nur 5 Millionen Kubikmeter Wasser, im sehr trockenen Jahr 1991 waren es allerdings 33 Millionen Kubikmeter.
Der Datteln-Hamm-Kanal war von vornherein nicht nur als Schifffahrtsroute neben der nur schwer befahrbaren Lippe angelegt worden, sondern vor allem zur Wasserversorgung für das Kanalnetz. Von 1899 bis 1914 gab es nur das Pumpwerk an der Kanalbrücke über die Lippe in der heutigen Alten Fahrt des Dortmund-Ems-Kanals bei Olfen, welches mit Dampfkraft maximal etwa 3 m³/s Lippewasser in den rund 17 m höher liegenden Kanal hinaufpumpte.
1914 wurde der Datteln-Hamm-Kanal eröffnet, die Wasserübergabe in Hamm in Betrieb genommen und das alte Pumpwerk stillgelegt.

## Bauwerke
In Hamm verlaufen Lippe und Kanal parallel nebeneinander, getrennt durch einen Kanalseitendamm, der zugleich Hochwasserdeich ist. Die Wasserübergabe dort besteht aus folgenden Bauwerken:
- Ein Walzenwehr in Höhe der Schleuse Hamm staut die Lippe auf im Mittel NN+58,15 Meter auf. Sie ist dadurch einige Zentimeter höher als der parallel verlaufende Kanalabschnitt bis zur Schleuse Werries (NN+57,95 Meter).
- Direkt an der Schleuse Hamm ragt das historische Gebäude der Wasserverteilungsanlage zum Teil über die Lippe, zum Teil über die Freiflut des Kanals (siehe erstes Luftbild). Hier sind die Klappenwehre in der Lippe untergebracht, mit denen die in den Kanal einzuleitende Wassermenge gesteuert wird. Außerdem befindet sich hier eine Turbinenanlage[1] zur Stromerzeugung (475 Kilowatt), welche die mittlere Fallhöhe des Kanals von 1,45 Meter und der Lippe von 3,88 Meter ausnutzt.
- Unterhalb des Gebäudes zwischen Freiflut und Schleuse befindet sich das Pumpwerk.
- Im Oberwasser der Schleuse, in circa 1 km Entfernung an der Brücke Fährstraße, befindet sich das Speisungsbauwerk (siehe zweites Luftbild), mit dem das Lippewasser über ein natürliches Gefälle (20 cm/m) in den Kanal einströmt.
- Unterhalb der Schleuse ist das Überleitungsbauwerk, das bei Bedarf Kanalwasser in die Lippe speist. Da die Lippe eine größere Fallhöhe hat als die Kanalschleuse, liegt sie hier unter dem Niveau des Kanals, so dass Kanalwasser im natürlichen Gefälle übergeleitet werden kann.

## Betrieb
In einem Abkommen zwischen der Wasser- und Schifffahrtsverwaltung des Bundes, dem Land NRW und dem Lippeverband ist die Wasserentnahme und -zufuhr geregelt. So darf nur ab einer Wasserführung der Lippe von 10 m3/s überhaupt Wasser ins Kanalnetz eingespeist werden. Mit zunehmender Wasserführung können maximal 25 m3/s überführt werden (wenn die Lippe mehr als 35 m3/s führt). Dieser Betriebszustand wird „natürliche Speisung“ genannt und stellt den häufigsten Zustand dar.
Im Betriebszustand „Pumpbetrieb“ transportieren die Kanäle Wasser aus Ruhr und Rhein zurück. Der Lippeabfluss bei Hamm wird dann mit Zuschusswasser aus den Kanälen mit bis zu 4,5 m3/s angereichert. Der Pumpbetrieb wird bereits bei einer Wasserführung der Lippe von unter 18 m3/s teilweise angefahren, um trotz der dann geringeren Entnahmemenge noch die Wasserstände in den Kanälen halten zu können.
Der Wassertransport kann so weit gehen, dass aus dem Dortmund-Ems-Kanal bei Senden Wasser an die Stever in Richtung Hullerner See und Halterner Stausee abgegeben wird, um dem Wasserwerk Haltern weiterhin die Trinkwassergewinnung zu ermöglichen.